# エリザベス・フォーブス
エリザベス・フォーブス（Elizabeth Adela Forbes、結婚前の姓、Armstrong、1859年12月29日 - 1912年3月16日）はカナダ生まれの画家である。主にイギリスで活動した。夫となったスタンホープ・フォーブスとともにイングランドのコーンウォールの漁村、ニューリンで活動した「ニューリン派」の代表的画家である。

## 略歴
カナダ、オンタリオ州のキングストンに役人の娘に生まれた。両親から絵の才能に期待されて、カナダで教育を受けた後、母親とロンドンに移り、サウス・ケンジントン学校 (後のロイヤル・カレッジ・オブ・アート)で学んだ。カナダに戻った後、1877年からニューヨークのアート・スチューデンツ・リーグ・オブ・ニューヨークでウィリアム・メリット・チェイスに学び、チェースの勧めで、1880年代の初めにドイツに留学した。1882年には多くの画家の集まった、ブルターニュのポン＝タヴァンで過ごし、その地で描いた絵画はロンドンで評価を受けた。ロンドンやオランダのハールレムで働いた後、1885年の秋に母親とニューリンに移った。1889年に「ニューリン派」の画家、スタンホープ・フォーブスと結婚した。1893年には息子が生まれた。1891年にパリの万国博覧会の展覧会に入選し、1893年のシカゴ万国博覧会では金賞を受賞した。1893年から1899年の間にロンドンで開かれた60回以上の展覧会に出展した。
1899年に夫とともにニューリンに美術学校を作り、若い芸術家を育てた。1909年頃からガンを発症し、闘病に入るが、1912年に没した。

## 作品

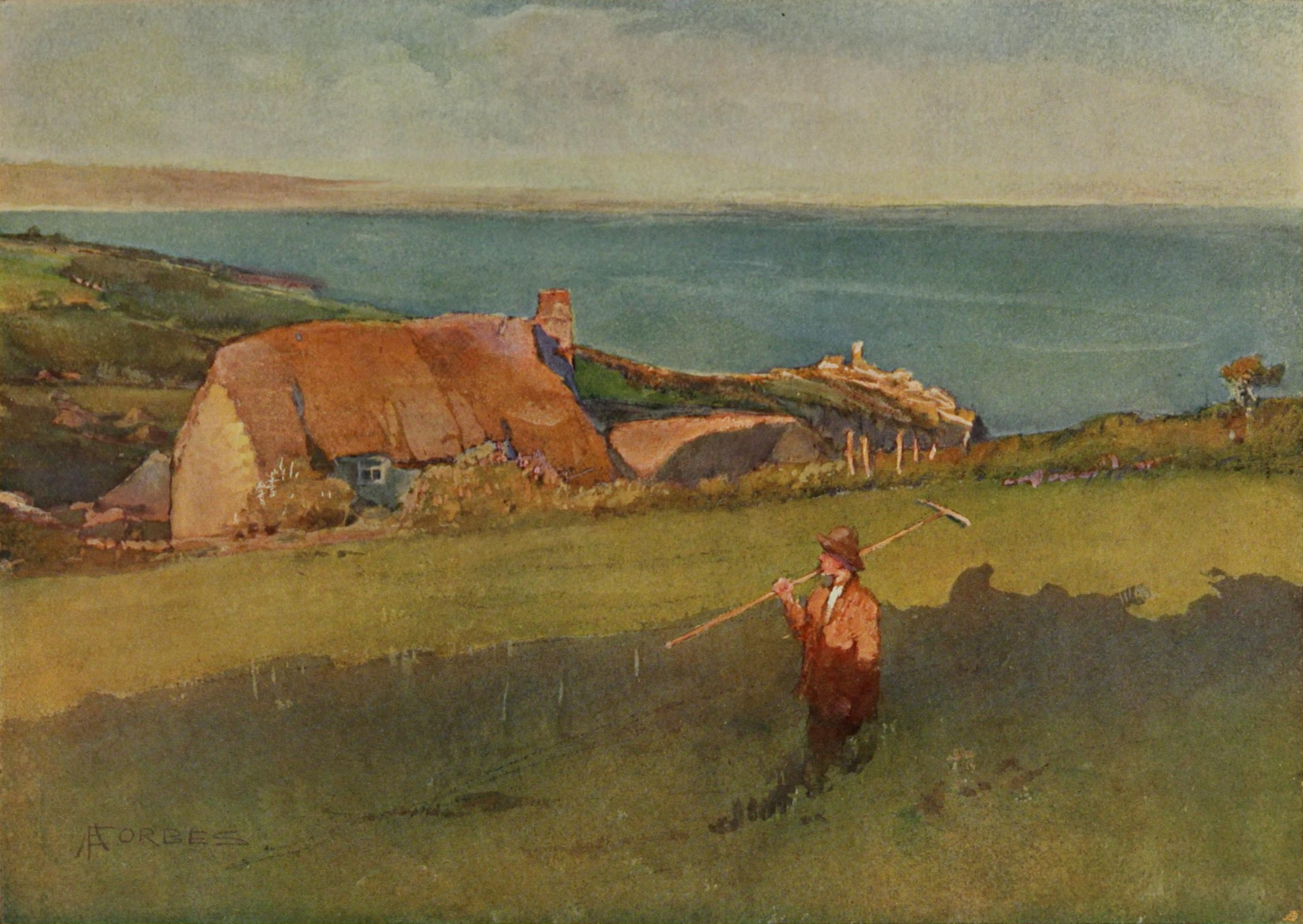
Across Mounts Bay 1889+
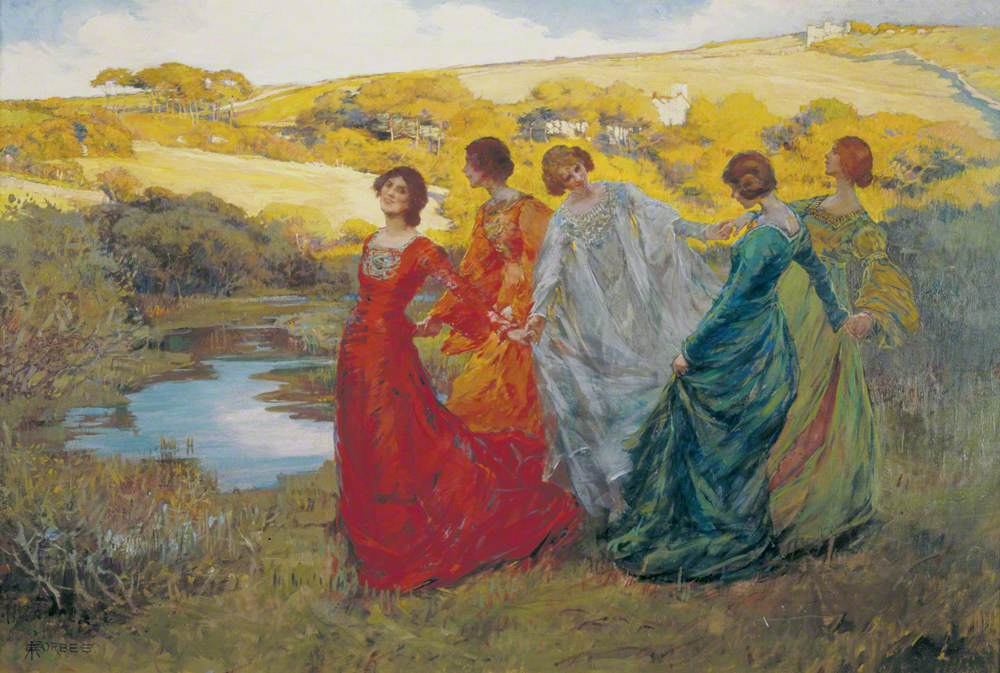
On a Fine Day (1903), ギルドホール・アート・ギャラリー
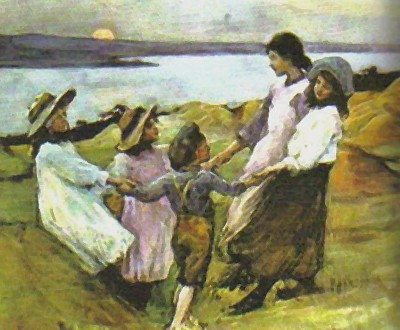
Ring a Ring O'Roses, 1880, huile sur toile

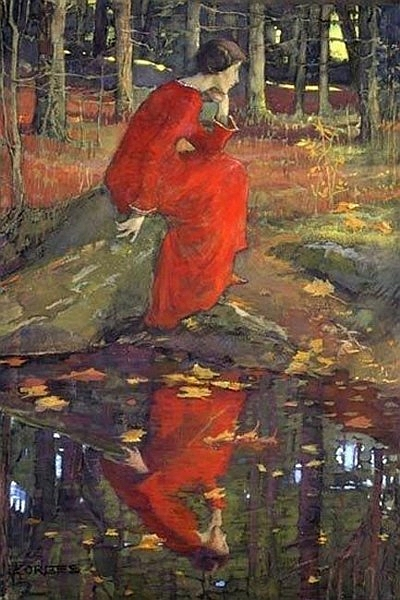
The Leaf (1897/1898)
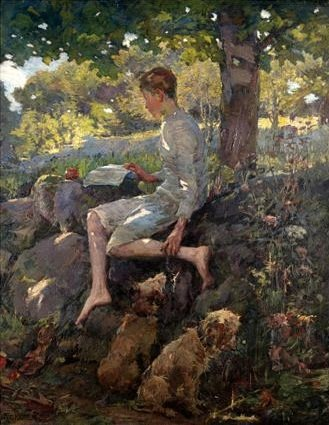
The Half Holiday, Alec home from school
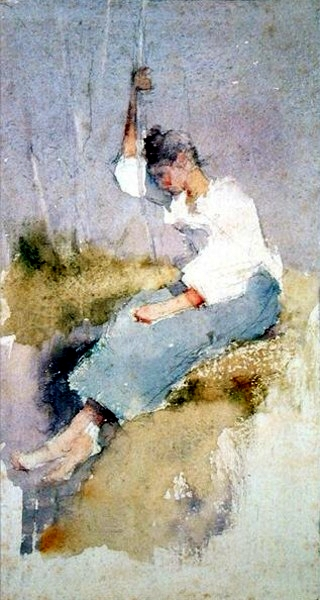
Louise, Breton Girl, années 1880
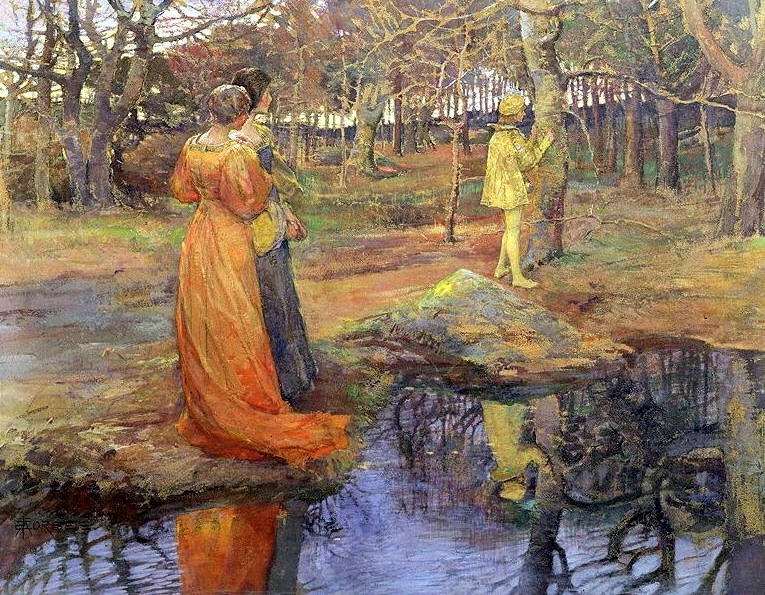
Medieval Woodland Scene, 1885
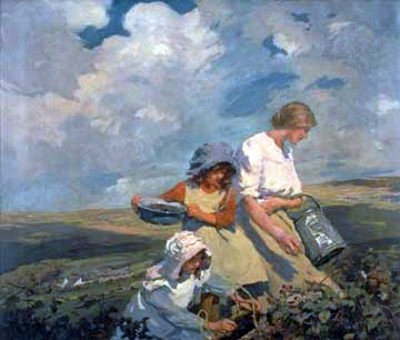
Blackberry Gathering, 1912, huile sur toile
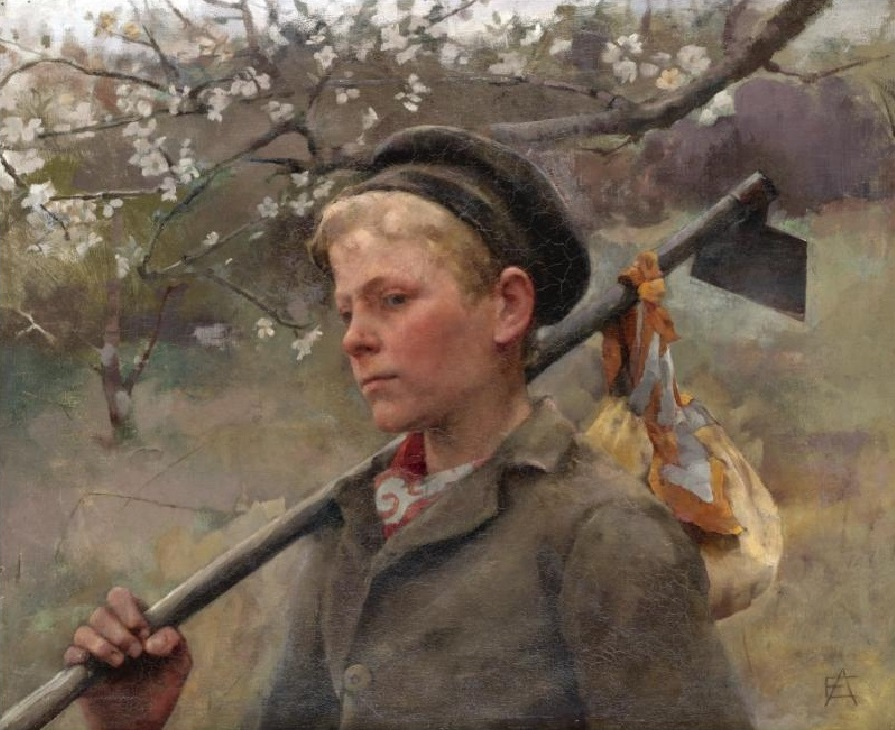
April, huile sur toile
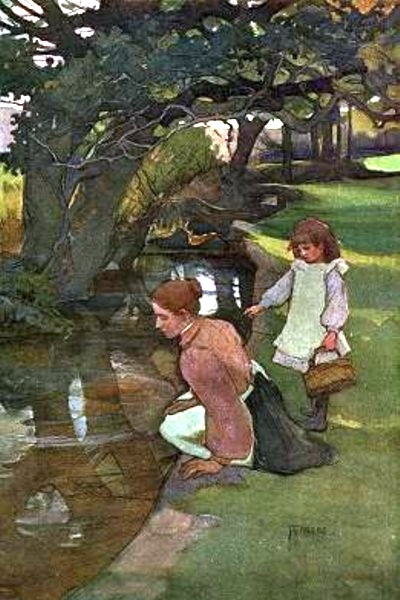
By the Brook, huile sur toile
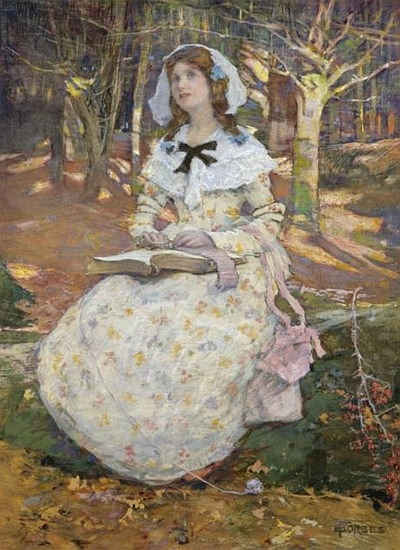
The Open Book